# Asurbanipalova knjižnica
Asurbanipalova knjižnica je kraljevska biblioteka Ašurbani-pala, posljednjeg velikog kralja Novoasirskog carstva. Riječ je kolekciji približno 25.000 glinenih pločica i fragmenata koji sadrže tekstove svih vrsta iz 7. st. pr. Kr. Među njih spada i famozni Ep o Gilgamešu. Zbog lošeg rukovanja izvornog materijala mnogi su tekstovi knjižnice nepopravljivo u neredu, što onemogućuje znanstvenicima razabiranje i rekonstrukciju mnogih izvornih tekstova, iako su neki preživjeli netaknuti. Materijali su pronađeni na arheološkom nalazištu Kouyunjik (tadašnja drevna Niniva) u sjevernoj Mezopotamiji. Nalazište je, inače, smješteno u današnjem Iraku. Stare perzijske i armenske predaje upućuju na činjenicu da je Aleksandar Veliki, kad je vidio veliku knjižnicu Ašurbanipala u Ninivi, bio inspiriran za osnivanje svoje vlastite biblioteke. Aleksandar je, međutim, umro prije nego što je uspio osnovati svoju knjižnicu, ali je njegov prijatelj i nasljednik Ptolomej nadzirao osnivanje Aleksandrijske knjižnice – projekt iz kojeg će izrasti jedna od najpoznatijih knjižnica svijeta.
Knjižnica je arheološko otkriće koje se pripisuje Austenu Henryju Layardu. Većina pločica uzeti su u Englesku i sada se nalaze u Britanskom muzeju. Međutim, do prvog otkrića došlo je kasne 1849. u tzv. Jugo-Zapadnoj Palači, koja je bila Kraljevska palača kralja Sanheriba (705. – 681. pr. Kr.). Tri godine kasnije, Hormuzd Rassam, Layardov pomoćnik, otkrio je sličnu „knjižnicu“ u palači kralja Asurbanipala (668. – 627. pr. Kr.), na suprotnoj strani nasipa. Nažalost, nije načinjen zapis o pronalasku, a ubrzo nakon transporta u Europu, pločice su nepovratno međusobno pomiješane i s pločicama s drugih nalaza. Stoga, danas je gotovo nemoguće rekonstruirati izvorni sadržaj svake od dviju glavnih „knjižnica“.
Ašurbanipal je uposlio učenjake i prepisivače koji su prepisali starije tekstove, uglavnom iz babilonskih izvora. Fragmenti te kraljevske knjižnice uključuju kraljevske natpise, kronike, mitološke i religijske tekstove, ugovore, kraljevske potpore i uredbe, kraljevska pisma, i različite administrativne dokumente. Neki od spomenutih tekstova sadrže divinacije, znamenja, inkantacije i himne raznih bogova, dok se drugi odnose na medicinu, astronomiju i književnost. Ep o Gilgamešu, remek djelo drevnog babilonskog pjesništva, pronađen je u knjižnici zajedno s Enūma Eliš, pričom o stvaranju, i mitom o Adapi, prvom čovjeku, i pričama poput Siromaha iz Nippura. Tekstovi su napisani klinopisom uglavnom na akadskom jeziku.

## Poveznice
- Asurbanipal
- Novoasirsko Carstvo